# 圆菱叶山蚂蝗
圆菱叶山蚂蝗（学名：Hylodesmum podocarpum）为豆科长柄山蚂蝗属下的一个种。